# Miljacka
A Miljacka folyó Bosznia-Hercegovina középső részén, a Boszna jobb oldali mellékfolyója. A folyó átszeli Szarajevót, ahol 100-200 méterenként hidak keresztezik, melyek külön hangulatot kölcsönöznek a városnak.

## Folyó leírása
Az teszi ismertté, hogy a főváros, Szarajevó folyója. A folyó további ismertetőjegye vízének jellegzetes illata és barnás színezete. Két ága van a Pale mellől eredő Paljanska Miljacka (12,9 km) és a Kadino selo mellől eredő Mokranjska Miljacka (20,5 km) amelyek Szarajevónál egyesülnek. Hossza mindössze 36 km és Ilidžánál torkollik a Boszna folyóba. Az áradásoktól eltekintve, akár át is lehet gázolni rajta, hiszen nem mélyebb pár centiméternél.

## Hidak
A folyó hídjai esetében is igaz a városra általánosságban kijelenthető tény, hogy minden közlekedési lehetőség a bazárba vezet.  A városban beleértve a vasúti hidat is 22 híd szeli át a folyót. Az ismertebb hidak az Eiffel-híd amelyet Gustave Eiffel az Eiffel-torony megálmodója tervezett, és a Latin híd, melynek közelében Gavrilo Princip lelőtte Ferenc Ferdinánd trónörököst és feleségét. A Baščaršija délkeleti szélén található a Latin híd utáni Careva-híd és a Novi-híd, melyek szintén fontos szerepet töltenek be a város életében.

## Galéria

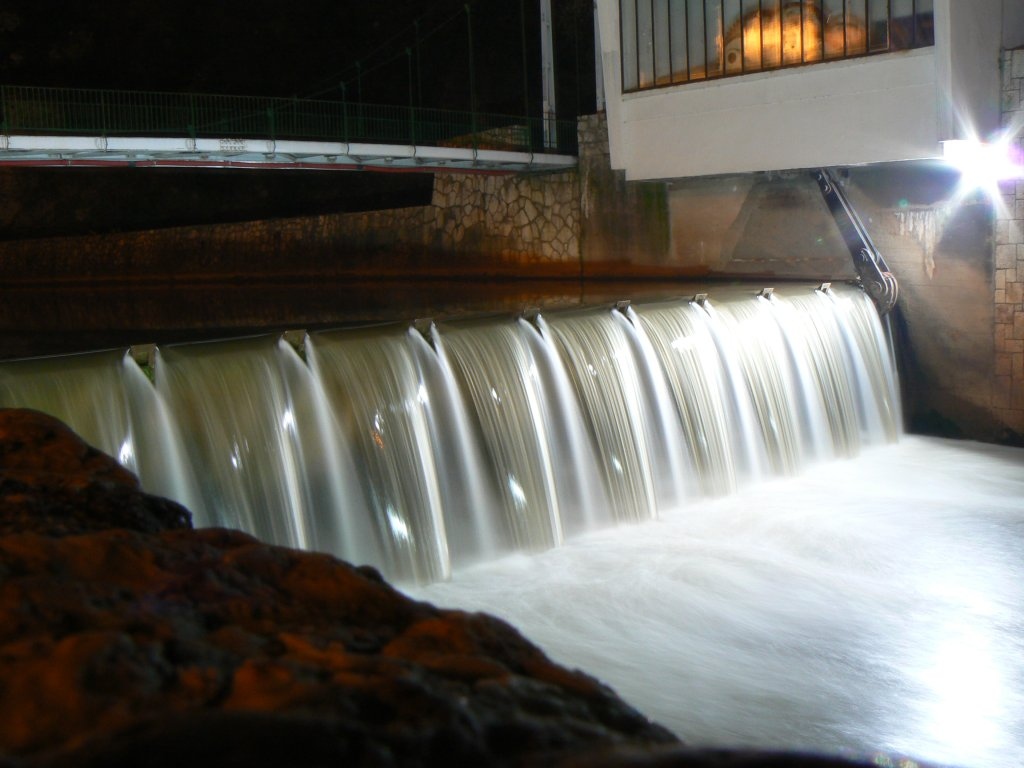
Bentbaša vízlépcső
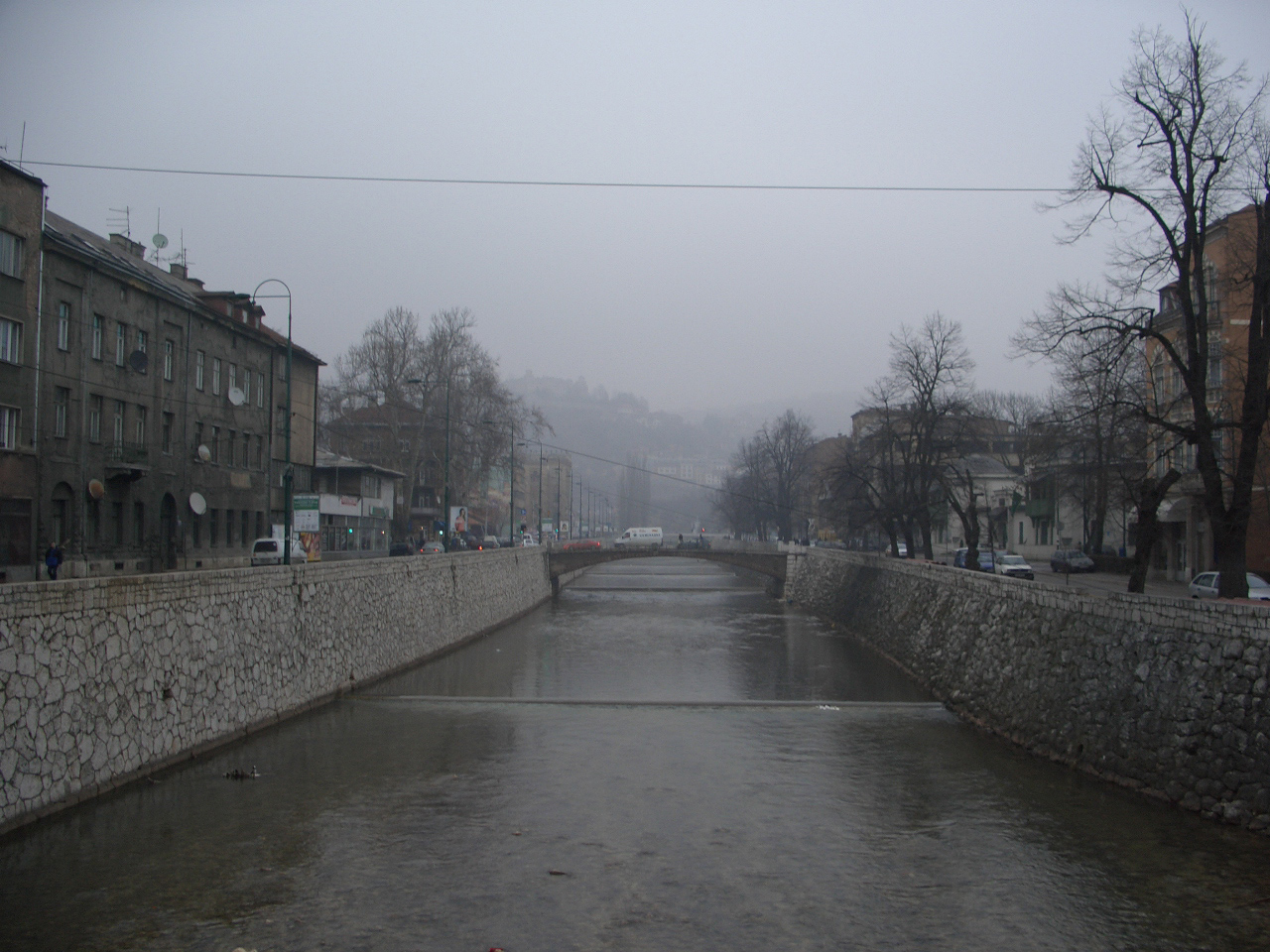
Miljackán átívelő Latin híd
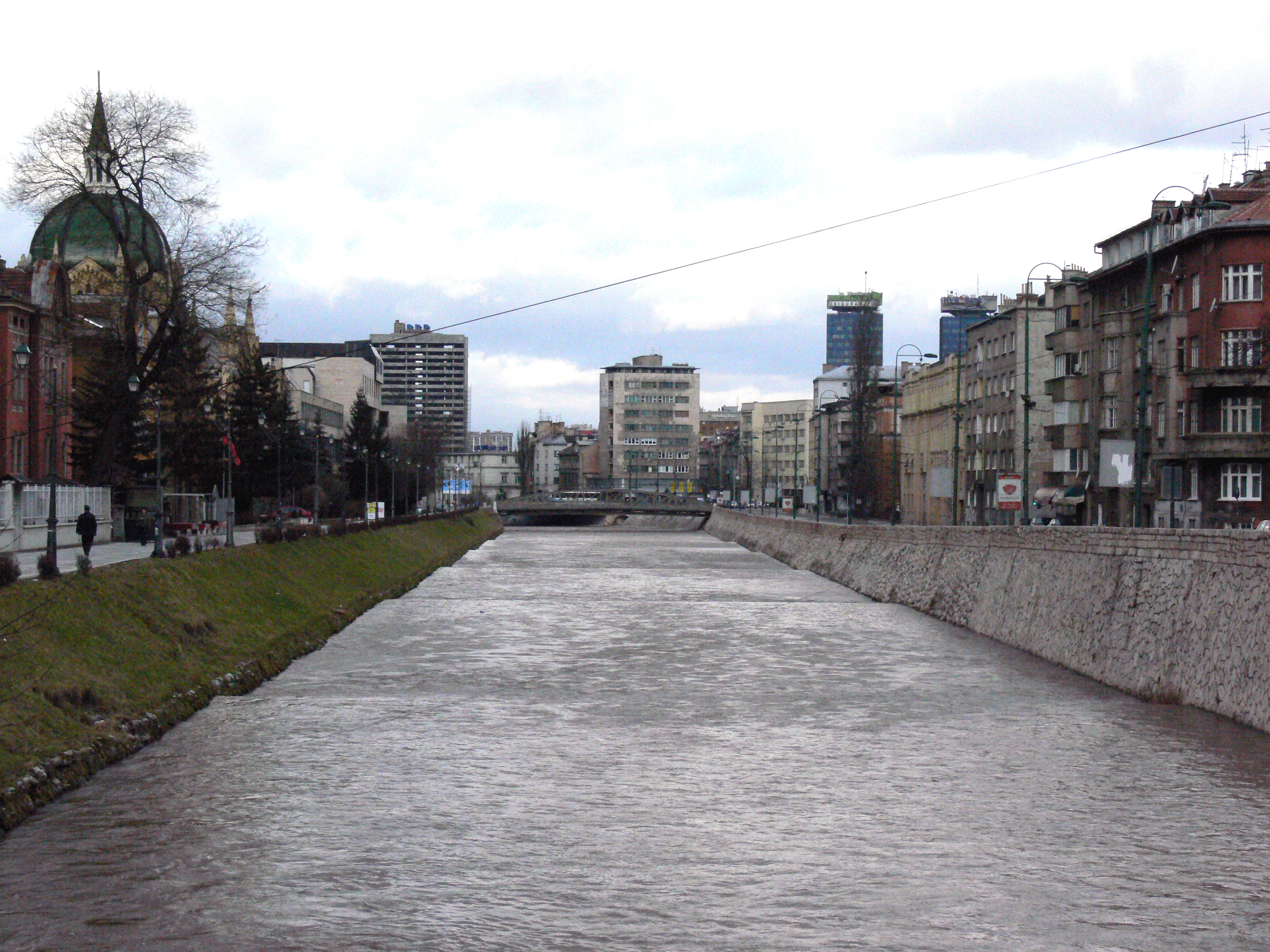
A folyómeder lépcsős kiképzése
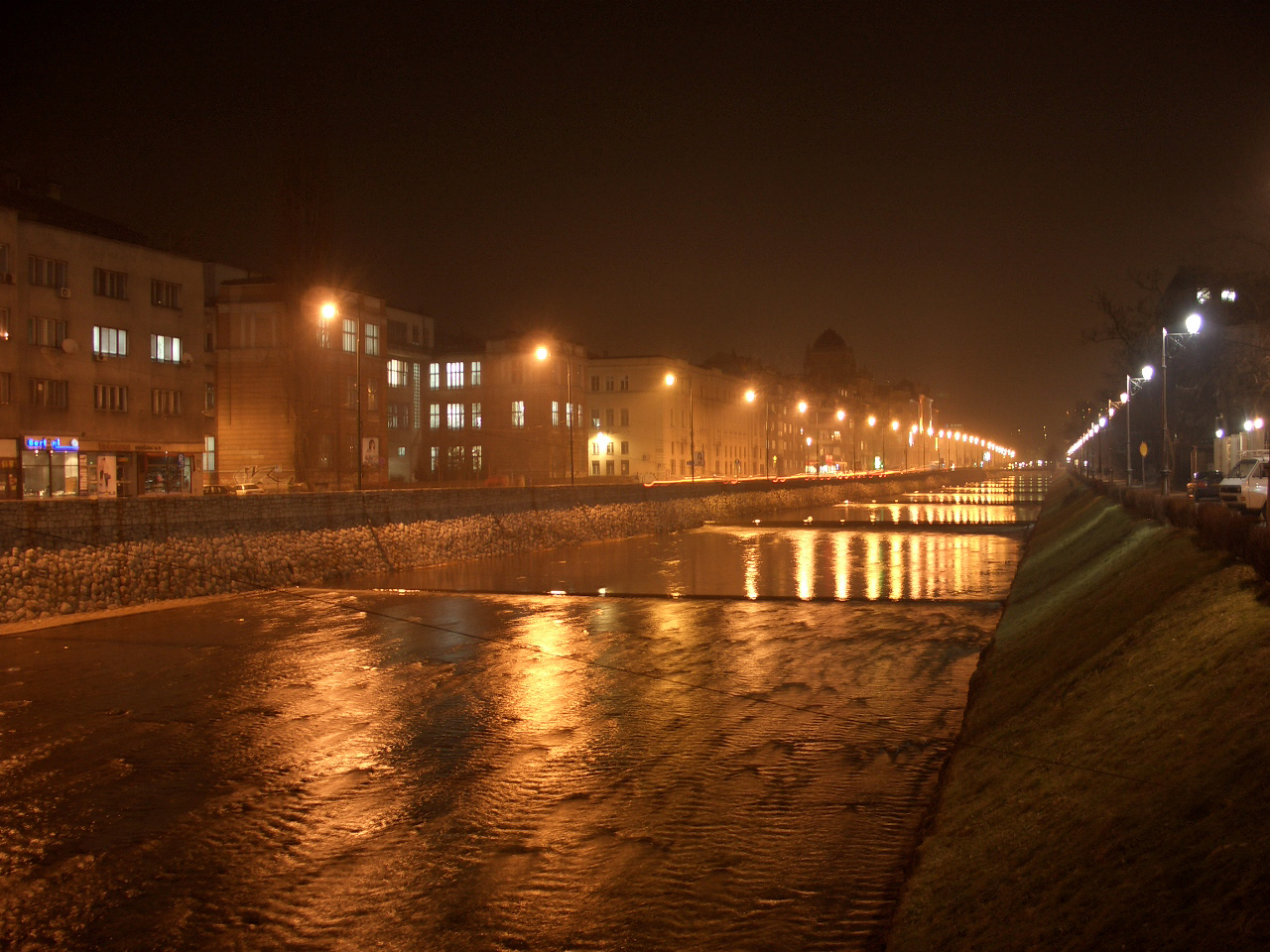
Miljacka éjszaka